# 7-es busz (Veszprém)
A veszprémi 7-es jelzésű autóbusz a Haszkovó forduló és a Cholnoky SPAR között közlekedik. Hurokjáratként teremtett összeköttetést a Jutasi úti lakótelep, a Belváros és a Cholnokyváros között. A vonalat a V-Busz Veszprémi Közlekedési Kft. üzemelteti.

## Története
A 7-es már az 1996-os nagy menetrend-revízió előtt is létezett, igaz, 12-es jelzéssel, valamint nem hurokjáratként, hanem a Cholnoky fordulóig járt. Útvonala az 1996-os rendezés óta nem változott. Délutáni csúcsforgalmi ideje a 2011-es járatrendezéskor egy órával csökkent.
A 2019-es szolgáltatóváltást követően, január 1-jétől a V-Busz meghosszabbított útvonalon, a Veszprém Aréna érintésével a Tesco áruházig közlekedtette az autóbuszvonalat.
2019. december 15-étől a Tesco áruház felé érintette a Kórház megállóhelyet is, az ellenkező irányban új megállót kapott Vörösmarty Mihály tér néven.
2020. szeptember 1-jétől a 7-es vonal megszűnt, az indulási időpontokban 7A járatok közlekednek.
2021. december 12-étől a járat ismét közlekedik, a 2019 előtti útvonalán, vonalközi végállomása a Cholnoky SPAR-nál van.

## Útvonala
| Tesco áruház felé | Haszkovó forduló felé |
| --- | --- |
| Haszkovó forduló vá. – Haszkovó utca – Kálvin János park – Munkácsy Mihály utca – Jutasi út – Mindszenty József utca – Mártírok útja – Orgona utca – Ibolya utca – Almádi út – Cholnoky Jenő utca – Cholnoky SPAR vá. | Cholnoky SPAR vá. – Cholnoky Jenő utca – Ady Endre utca – Lóczy Lajos utca – Cholnoky Jenő utca – Almádi út – Bajcsy-Zsilinszky Endre utca – Mártírok útja – Mindszenty József utca – Jutasi út – Munkácsy Mihály utca – Kálvin János park – Haszkovó utca – Haszkovó forduló vá. |

## Megállóhelyei
Az átszállási kapcsolatok között az azonos útvonalon közlekedő 7A busz nincsen feltüntetve.
| 0  | Haszkovó forduló végállomás         | 17 | 1, 2, 3, 4, 4A, 6, 8, 8A, 10, 11, 15, 18, 18A, 21 |
| 1  | Haszkovó utca                       | 16 | 3, 4, 4A, 8, 8A, 11, 21                           |
| 2  | Munkácsy Mihály utca                | 14 | 4, 4A, 13                                         |
| 4  | Petőfi Sándor utca                  | 13 | 1, 2, 3, 4, 4A, 10, 13                            |
| 6  | Veszprém autóbusz-állomás           | 11 | Helyközi buszok Távolsági járatok                 |
| 8  | Hotel                               | 9  | 1, 2, 3, 4, 4A, 5, 6, 10, 12, 12A, 13, 15, 22, 25 |
| 9  | Kórház                              | ∫  | 22 Helyközi buszok                                |
| ∫  | Vörösmarty Mihály tér               | 8  |                                                   |
| 10 | Radnóti Miklós tér                  | 7  | Helyközi buszok                                   |
| 11 | Almádi út                           | 5  | 8, 8A, 11 Helyközi buszok                         |
| ∫  | Cholnoky forduló                    | 4  | 5, 8, 8A, 11, 15                                  |
| ∫  | Hérics utca                         | 3  | 5, 8, 8A, 11, 15                                  |
| ∫  | Lóczy Lajos utca                    | 2  | 5, 8, 8A, 11, 15                                  |
| ∫  | Ady Endre utca / Cholnoky Jenő utca | 1  | 5, 8, 8A, 15                                      |
| 13 | Cholnoky SPAR végállomás            | 0  | 5, 15                                             |